# Tomopisthes tullgreni
Tomopisthes tullgreni är en spindelart som beskrevs av Simon 1905. Tomopisthes tullgreni ingår i släktet Tomopisthes och familjen spökspindlar. Inga underarter finns listade i Catalogue of Life.